# European Championships 2022/Teilnehmer (Andorra)
| Gelbes Symbol für Goldmedaillen mit stilisierten Olympischen Ringen | Graues Symbol für Silbermedaillen mit stilisierten Olympischen Ringen | Braundes Symbol für Bronzemedaillen mit stilisierten Olympischen Ringen |
| ------------------------------------------------------------------- | --------------------------------------------------------------------- | ----------------------------------------------------------------------- |
| —                                                                   | —                                                                     | —                                                                       |

Andorra nahm mit einem Athleten an den European Championships 2022 in München teil.

## Teilnehmer nach Sportarten

### Leichtathletik
Laufen
| Männer          |                  |             |    |               |               |    |
| Nahuel Carabaña | 3000 m Hindernis | 9:37,74 min | 16 | ausgeschieden | ausgeschieden | 31 |

Größere Aufmerksamkeit erreichte Nahuel Carabaña in seinem Vorlauf über 3000 m Hindernis, als er sein Rennen unterbrach und umkehrte, um dem gestürzten Dänen Axel Vang Christensen auf- und von der Bahn zu helfen. Er erreichte mit über eine Minute Rückstand auf den Sieger das Ziel. Das Publikum bejubelte ihn auf der Zielgeraden für seine Fair-Play-Aktion.

## Weblink
- Ergebnisse für Andorra auf der Webseite der European Championships 2022